# Рагби клуб Олимпик Кастр
Олимпик Кастр (енгл. Castres Olympique) је француски рагби јунион клуб из места Кастр (Тарн) који се такмичи у Топ 14. Дрес Олимпика Кастра је плаве боје, а међу познатим рагбистима који су играли за овај тим су Рафаел Ибанез, Марио Ледезма, Паскал Папе, Рамиро Пез...
- Куп европских изазивача у рагбију

- Финалиста (2) : 1997, 2000.

- Топ 14

- Шампион (4) : 1949, 1950, 1993, 2013.
- Вицешампион (2) : 1995, 2014.

- Европски штит

- Освајач (1) : 2003.

Први тим
Жофри Пализ
Жулијен Думора
Дејвид Смит
Ситивени Сививату
Ромеин Мартиал
Реми Гросо
Руди Вулф
Реми Ламерат
Ромеин Кабанез
Данијел Киркпатрик
Рори Кокот
Алекс Тулоу
Џони Бити
Ибрахим Диара
Александре Биас
Ричи Греј
Родриго Капо Ортега
Ерик Сионе
Јохан Монтез
Михаи Лазар
Јаник Фореистер
Брис Мах
Бенџамин Урдапилета